# Xã St. Joseph, Quận Allen, Indiana
Xã St. Joseph (tiếng Anh: St. Joseph Township) là một xã thuộc quận Allen, tiểu bang Indiana, Hoa Kỳ. Năm 2010, dân số của xã này là 72.245 người.